# 徐兴业
徐兴业（1917年—1990年5月22日），浙江绍兴人，中国大陆小说家，毕业于无锡国学专修学校。1991年因《金瓯缺》荣获第三届茅盾文学奖。

## 生平
1917年，徐兴业出生在浙江省会稽道绍兴县。
1937年，徐兴业从无锡国学专修学校毕业。之后在上海市各地任职。
1949年，徐兴业在上海担任过教师、干部、编辑等职务。
1980年，徐兴业开始发表作品。
1990年，徐兴业在上海市去世。
1991年，徐兴业的《金瓯缺》荣获第三届茅盾文学奖。

## 家庭
徐兴业的妻子周韵琴是上海富商周宗良的女儿，两人育有2个儿子，小儿子徐元章是画家、大儿子徐元健是物理学家。

## 作品
- 《金瓯缺》全四册，1980年前两册福建人民出版社，1985年全四册海峡文艺出版社。
  - 1989年电视剧《李师师》取材于《金瓯缺》。徐兴业担任历史顾问。
- 《心史》1992年漓江出版社
- 《中国古代史话》1964年上册，1982年下册，上海教育出版社

## 奖项
- 1991年，《金瓯缺》荣获第三届茅盾文学奖。